# Кажимеж Нич (духовник)
Кажѝмеж Нич (на полски: Kazimierz Nycz) е полски римокатолически духовник, доктор по богословие, викарен епископ на Краковската архиепархия и титулярен епископ на Вила Регис (1988 – 2004), кошалинско-колобжегски епископ (2004 – 2007), варшавски архиепископ митрополит от 2007 година, кардинал от 2010 година.

## Живот
Кажимеж Нич е роден на 1 февруари 1950 година в село Стара Веш, близо до Ошвенчем. През 1967 година постъпва за обучение в Митрополитската висша семинария в Краков. На 20 май 1973 година е ръкоположен за свещеник от Юлиан Гроблицки, краковски викарен епископ. Следващите две години служи като викарий в енориите „Св. Елисавета“ в Явожно и „св. Маргарита“ в Рачиборовице.
През 1976 година завършва Папския богословски факултет в Краков. На следващата година е изпратен да специализира в Люблинския католически университет. Там в 1981 година защитава докторска дисертация по катехетика на тема „Реализация на катехетичното обновление на Втория Ватикански събор в Краковската архиепархия“ (на полски: Realizacja odnowy katechetycznej Soboru Watykańskiego II w archidiecezji krakowskiej). В продължение на шест години преподава катехетика в Папската богословска академия в Краков. В периода 1987 – 1988 година е заместник-ректор на Краковската семинария.
На 16 април 1988 година папа Йоан Павел II го номинира за викарен епископ на Краковската архиепархия и титулярен епископ на Вила Регис. Приема епископско посвещение (хиротония) на 4 юни във Вавелската катедрала от ръката на кардинал Франчишек Махарски, краковски архиепископ, в съслужие с Йежи Аблевич, тарновски епископ и Станислав Новак, ченстоховски епископ. В архиепархията е назначен за генерален викарий и организира трите последни посещения на папата в Краков. На 9 юни 2004 година папата го номинира за епископ на Кошалинско-Колобжегската епархия. Приема канонично епархията, след което влиза в Кошалинската катедрала като епископ на 7 август. В Полската епископална конференция е ръководител на Одитната комисия.
На 3 март 2007 година папа Бенедикт XVI го номинира за варшавски архиепископ митрополит. Приема канонично новата си епархия и влиза във Варшавската архикатедрала като архиепископ на 1 април. На 29 юни приема от ръката на папата митрополитския палиум. На 20 юни 2010 година в катедралата Св. Петър в Рим е провъзгласен от папата за кардинал. За титулярна църква му е поверена базиликата Санти Силвестро е Мартино аи Монти.